# Miconia argentea
Miconia argentea es una especie que pertenece a la familia Melastomataceae. Algunos de sus nombres comunes son: hoja de lata (norte de Oaxaca); cenizo, sabano (Tabasco); manzano, tezhuate (Oaxaca y Veracruz); tecalate (Oaxaca); cuero de vaca (Campeche); yagaguito (zapoteco, Oaxaca); canillo, capirote, capirote blanco, lengua de vaca, oreja mula, rahua pata, santamaría, wahya puputni.

## Clasificación y descripción
Arbustos o árboles  hasta 20 m de alto con un diámetro hasta de 50 cm, tronco derecho, a veces con chupones, copa redondeada y ramas ascendentes. La corteza externa es escamosa que se desprende en tiras largas irregulares de color gris pardusco o amarillenta ligeramente rojiza. Las ramas jóvenes, pecíolos, envés, inflorescencias e hipanto cubierto por un denso tomento estrellado pardo claro, los entrenudos distales marcadamente aplanados y con 2 bordes. Hojas, yemas de 5 mm de largo desnudas, agudas, aplanadas de color pardo amarillento; las hojas son decusadas simples, la lámina mide 10-25 × 5.5-15 cm, ampliamente elípticas a elíptico-ovadas, 5-nervias, el haz glabro, la base obtusa a redondeada, los márgenes denticulados variando a enteros, el ápice gradual a abruptamente cortamente acuminado; con dos protuberancias pequeñas en el punto de inserción del pecíolo; pecíolos 2.2-8 cm. Panículas 10-26 cm; flores sésiles; bractéolas 1-2 × 0.5-1 mm, prontamente caducas linear-oblongas. Flores 5-meras. Lobos del cáliz ca. 1 mm, inconspicuos, angostamente deltoides, los dientes exteriores no evidentes. Pétalos 2-3 × 5-2 mm, oblicuamente obovado-oblongos, blancos. Anteras ligeramente actinomorfas, alternadamente de ca. 1.5 mm y de ca. 2.5 mm, linear-oblongas, blancas, el poro grande emarginado y marcadamente inclinado ventralmente, el conectivo ca. 0.5 mm prolongado y modificado ventribasalmente formando un apéndice 2-lobado incurvado. Estilo 3-5 mm, glabro; estigma claviforme-crateriforme; ovario 3-locular, ca. 1/2 ínfero, el ápice glabro. Frutos bayas ca. 7 x 4 mm globosas a ligeramente comprimidas, cartilaginosas, rodeadas por el cáliz acrescente carnoso, morado intenso o negro-púrpuras en la madurez; semillas ca. 1 mm, piramidales, anguladas y lisas.

## Distribución y ambiente
Especie común en bosques caducos, selvas altas perennifolias, pantanos y bosques en galería, bosques de Pinos, orillas de sabanas, laderas volcánicas erosionadas y acantilados de calizas, áreas perturbadas. A una altitud de 0-1300 m s. n. m. Se distribuye en México en los estados de Veracruz, Tabasco, Campeche, Oaxaca, Chiapas, Quintana Roo; Centroamérica; y Colombia.

## Usos
La madera se usa en la fabricación de muebles, ensambladuras y ebanistería. También es usada como leña y en medicina popular.